# Perșani
Perșani (čti [peršan]) nebo Munții Perșani je nejzápadnější ze tří pohoří, která ze severu lemují Brašovskou kotlinu v Rumunsku. Patří k Vnitřním Východním Karpatům. Z hlediska rumunského členění rumunských Východních Karpat patří do střední skupiny zvané Carpații Moldo-Transilvani (Moldavsko-transylvánské Karpaty), můžeme se ale setkat i s jeho přiřazením k jižní skupině zvané Carpații de Curbură (Obloukové Karpaty). Nejvyšší vrchol Măgura Codlei nad městem Codlea dosahuje 1294 m n. m.
Perșani se táhne severojižním směrem. Z východu, severu i severozápadu ho obtéká řeka Olt, která také odvodňuje Brašovskou kotlinu. Na jihovýchodě teče levostranný přítok Oltu Bârsa. Na jihozápadě navazuje nejvyšší rumunské pohoří Fagaraš, které už patří k Jižním Karpatům. Pohořím Perșani prochází přes průsmyk Perșani (619 m) důležitá železnice i silnice č. 1 (E68), vedoucí z Brašova na západ do Sibině.